# Château de Blancafort
Le château de Blancafort se situe au cœur du village de Blancafort (Cher), dans une région du Berry que l'on nomme Pays-Fort. Il aurait été construit après 1475 et achevé au début du XVIe siècle pour François de Boucard et son épouse Marguerite de Cugnac.

## Historique
Selon La Thaumassière, la première mention d'un seigneur de Blancafort apparaît en 1064, avec un certain Garnier,.
- On trouve ensuite Godefroy (époux de Bilichilde, il fait des legs aux Templiers de la commanderie du Fresne), père de Godefroy, Seguin, et de Giraud qui lui succède (fl. 1176 ; mari de Villaine, il augmente les dons paternels au Fresne en 1199 ; père de Seguin, et de Jean qui lui succède). Époux d'Hélissende, Jean Ier poursuit les largesses familiales en faveur du Fresne en 1201 ; il est le père de Geoffroi, Joscelin, Pierre, et Renaud qui lui succède et est lui-même le père de Jean II de Blancafort. Ce dernier fonde avec sa femme Jeanne de Pregrimault[3] la chapelle Saint-Sylvain en l'église de Blancafort à la Noël 1250 ; ils sont les parents de Pierre, et d'Agnès qui succède à son père. Agnès marie 1° Guillaume d'Autry, puis 2° Jean de Boucard (On remarque que les générations indiquées par l'érudit La Thaumassière semblent trop distendues : il doit en manquer, d'autant qu'Agnès et Jean de Boucard sont dits actifs dans la 2e moitié du XIVe siècle !).
- Dans la deuxième moitié du XIVe siècle (?) Agnès de Blancafort épouse donc Jean Ier (ou II) de Boucard, fils de Jean (Ier) de Boucard (ce dernier, † ap. 1302, issu d'une famille gasconne, s'était installé en Berry près d'Argent-sur-Sauldre, à Saulsoy, qui prit son nom : Boucard, et à Montoux : toujours deux lieux-dits d'Argent de part et d'autre de la Sauldre ; il portait De gueules aux trois lionceaux d'or, et avait épousé Marie, fille de Jean de Brion de la Jaulge). Ainsi, par le mariage d'Agnès et Jean, la seigneurie de Blancafort passe à la famille de Boucard/de Boucart : voir la suite des sires de Blancafort à cet article, avec leur fils Jean II (ou III) de Boucard, père de Lancelot, père de Jean III (ou IV), père d'Antoine (le fils puîné, d'où la suite des sires de Boucard), et de François de Boucart (le fils aîné, sire de Blancafort, fl. 1518, marié à Marguerite de Cugnac de Dampierre, famille qui aura d'ailleurs Boucard aux XVIe – XVIIe siècles).
- François de Boucart et Marguerite de Cugnac ont une fille, Jeanne de Boucard, qui épouse François de Sainte-Feyre ; et un fils, Pierre de Boucard, qui succède à son père et engendre une fille de sa femme Jeanne de Sau(l)tour : Françoise de Boucard, d'abord femme de Louis d'Estampes de La Ferté-Imbault et Salbris (veuf d'Edmée Le Rotier de Ville-Fargeau du Mont-St-Sulpice), puis de Jacques de Courseulles, baron de Saint-Rémy-sur-Avre. Ainsi de 1568 à 1594, Blancafort fut en possession du baron de Saint-Rémy, chambellan du duc d'Alençon et son agent (Cf. B.THIERRY des EPESSES, Le baron de Saint-Rémy, seigneur de Blancafort). Il eut de Françoise de Boucard, un seul fils, Honoré de Courseulles, mort sans postérité à l'assaut de Meung-sur-Loire en janvier 1593. Héritent alors ses cousins Hélie (fl. 1601 et 1609) et Amable de Sainte-Feyre[4], petits-fils de Jeanne de Boucard et François de Ste-Feyre[5].

Les derniers descendants de la famille de Boucard qui ont été propriétaires du château de Blancafort sont donc Hélie et Amable de Sainte-Feyre. Hélie de Sainte-Feyre, gentilhomme de la Chambre d'Henri IV, ruiné et endetté, se voit saisir son château de Blancafort qui sera ensuite adjugé par le Parlement en 1619 à Claude (de) Faucon, et il doit céder en octobre 1609 son château de Ste-Feyre à Mathurin Mérigot de La Tour-Saint-Austrille.
Claude (II) de Faucon est issue d'une famille florentine venue s'installer en France à la suite du roi Charles VIII, lorsque ce dernier revient en France après sa conquête de Naples. Selon le Père Anselme de Sainte-Marie, Claude de Faucon est « maître d'hôtel de la reine Marie de Médicis, trésorier de France à Moulins »,,. Blancafort se trouve à proximité de Gien, ville de passage entre Moulins et Paris. Cette position géographique pourrait expliquer le choix de Claude de Faucon de s'installer à Blancafort. Claude était un fils puîné de Claude (Ier) Faucon de Ris et il maria Marguerite Courtin de La Grange-Rouge, d'où Françoise (de) Faucon dame de Blancafort († 1660), femme de Charles d'Angennes de Poigny (1619-† 1666) ; leur fils Joseph d'Angennes (1653-1687), baron de Blancafort et sire de Concressault a de sa 1re femme Anne-Marie-Thérèse de Loménie de Brienne : Charles d'Angennes de Poigny (1679-† 1709 à Malplaquet ; sans postérité), et de sa 2e épouse Marie de Châtillon (branche de Bouville et d'Argenton) : Marguerite dame de Concressault († 1709), épouse en 1703 de Joseph de La Hautonnière au Maine, sans postérité. Blancafort, Concressault et Dampierre-en-Crot passent alors à une autre branche des d'Angennes, puisque Françoise-Hélène d'Angennes de Maintenon (1722-1802), dame du Tremblay, en fait l'hommage en 1761 (cf. l'Inventaire-sommaire des archives départementales du Cher, 1885, p. 135 : 1761 - Aveu et dénombrement des terres, justices et seigneuries de Concressault et Dampierre-en-Crot, mouvantes en fief de la grosse Tour de Bourges, rendu par Françoise-Hélène d'Angennes, dame du Tremblay, Concressault, Blancafort).
De 1781 à 1919, le château de Blancafort appartient à la famille de Duranti à partir de Claude-François de Duranty (1716-1788), (fief acquis sur les d'Angennes avec Concressault). Certains membres de cette famille ont d'ailleurs été maires du village. Le comte de Duranti, qui achète le château de Blancafort en 1781, est membre de l'administration financière à Versailles. Dans l'église de Blancafort est conservée une copie d'une Sainte-Famille de Mignard réalisée par Charlotte de Duranti en 1834.
De 1919 à 1963, le château de Blancafort a connu plusieurs propriétaires. Pendant la Seconde Guerre mondiale, le monument a été occupé par les Allemands qui ont presque entièrement détruit le chartrier du château. Ce qui reste du chartrier est aujourd'hui conservé aux Archives départementales du Cher à Bourges. Le château est inscrit au titre des monuments historiques par arrêté du 19 février 1926.
En 1963, le château est acheté par la baronne de Cramer. Elle entreprend une importante restauration du monument. Elle écrit d'ailleurs que c'est surtout l'intérieur « qui avait subi l'outrage ». Elle lance également la création d'un jardin à la française en avant de la façade ouest du château.
La baronne de Cramer léguera le château de Blancafort vingt ans plus tard à son petit-fils le comte Alban de Montjou, décorateur à Paris, pour ses 18 ans[source insuffisante]. Ce dernier s'emploiera à continuer de faire vivre le château en l'ouvrant à la visite, en créant des salles de réception et en proposant le château comme lieu de tournage de films.
Il sera mis aux enchères et vendu le 19 octobre 2017 pour une somme de 1,7 million d'euros, alors qu'il était estimé à 4,95 millions d'euros. Finalement, la vente n'aboutira pas.

## Architecture
Un précédent château devait se trouver plus au sud de l'actuel, près de la Sauldre. Des traces d'anciennes tranchées sont encore visibles aujourd'hui. Ce précédent château était très certainement entouré de douves pleines en eau. Alphonse Buhot de Kersers dresse un plan de l'emplacement primitif de la seigneurie de Blancafort figurant ces tranchées, dans son ouvrage Statistique monumentale du département du Cher, publié en 1875. Jusqu'au début du XVIe siècle, la seigneurie de Blancafort était sans aucun doute le siège de la seigneurie familiale des Boucard.

### Château autour de 1500
Le château actuel aurait été érigé après 1475 et terminé au début du XVIe siècle par François de Boucard et son épouse Marguerite de Cugnac. Le blason, symbole de l'union de ces deux familles est figuré à deux reprises sur le monument ; d'abord à l'extérieur au-dessus d'une porte d'entrée et à l'intérieur sur les plafonds de l'actuelle salle des gardes.

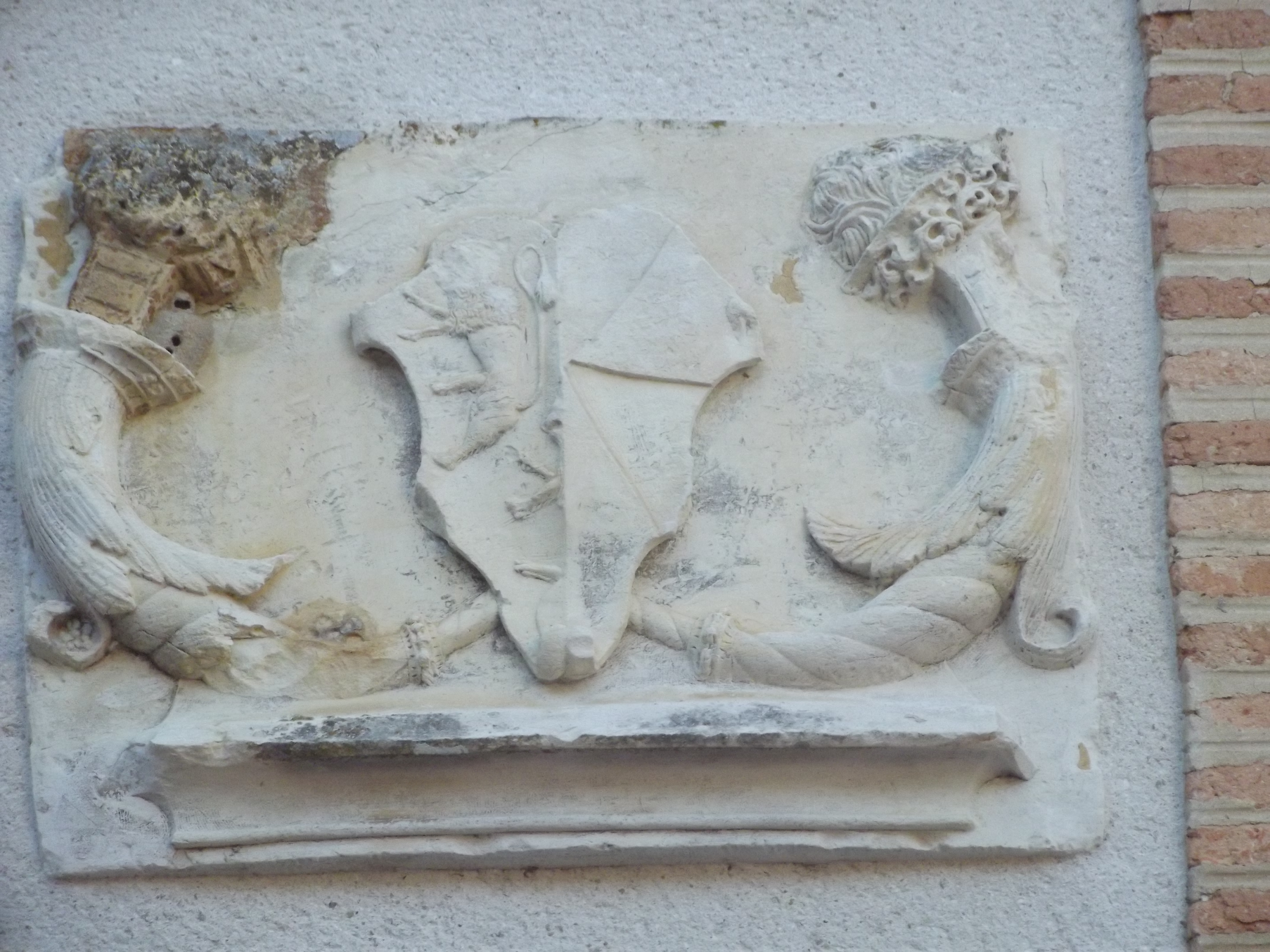
Blason sculpté au-dessus de la porte permettant l'accès au donjon, de la cour d'honneur.

Il devait comprendre un plan quadrangulaire cantonné de tours et d'un imposant donjon quadrangulaire toujours en élévation. Entièrement en brique, le monument était à l'origine orné de briques noires formant des formes losangées. Ce type d'ornementation est très répandu en Sologne et dans le Berry autour des années 1500 comme en témoigne le château de Gien ou encore le château du Moulin à Lassay-sur-Croisne. Des douves sèches entouraient le monument et on y accédait par l'intermédiaire d'un pont-levis aujourd'hui disparu.
Ce château est typique des manières de faire de l'époque[réf. nécessaire]. Les outils défensifs sont presque inexistants (trois canonnières, un pont-levis et des douves sèches). Ils ne sont que les représentants de la puissance militaire du propriétaire plus que des outils efficaces en cas d'attaque. Le donjon n'est pas protégé à l'arrière du château mais il est au contraire projeté en avant de la façade principale. Il n'est plus le dernier rempart en cas d'attaque mais le symbole de la puissance seigneuriale du propriétaire. Ce donjon est orné de l'appareillage en brique le plus complexe du château. Sa position et son ornementation en font un élément de représentation fait pour impressionner le visiteur.
Le château fut pris à deux reprises par les Réformés pendant les Guerres de Religion, en été 1568 et en octobre 1575 ; il fut repris, à cette dernière fois, par le baron de Saint-Rémy seulement le 4 avril 1577, avec sa troupe et les archers de Beauffremont.

### Château au début duXVIIesiècle
Au début du XVIIe siècle, Claude de Faucon entame d'importantes modifications sur le monument. Il change la séquence d'accès au lieu, l'entrée dans le monument se fait par le nord et non plus par l'ouest. Il crée une cour d'honneur comprenant une galerie ouverte offrant une vue sur l'allée cavalière du parc et deux pavillons Louis XIII. Sur la façade sud, il perce de nombreuses et grandes fenêtres reprenant la même esthétique que la cour d'honneur. Cette esthétique est caractéristique du « style Louis XIII » qui se développe au début du XVIIe siècle. Ces nouveaux aménagements entrepris à Blancafort ne sont pas sans rappeler la ville nouvelle d'Henrichemont construite par Sully à la même époque.

### Château au début duXIXesiècle
Lorsque le comte de Duranti acquiert le château de Blancafort à la fin du XVIIIe siècle, il projette la destruction complète du monument pour le reconstruire ensuite. Il a seulement détruit la tour sud-est, le sommet de la tour-ouest et une importante partie de la galerie. Par la suite, ses successeurs ont reconstruit les parties détruites à l'identique. Le pignon de l'entrée primitive de la façade ouest a été transformé en pignon à pas-de-moineaux.